# Foi et raison

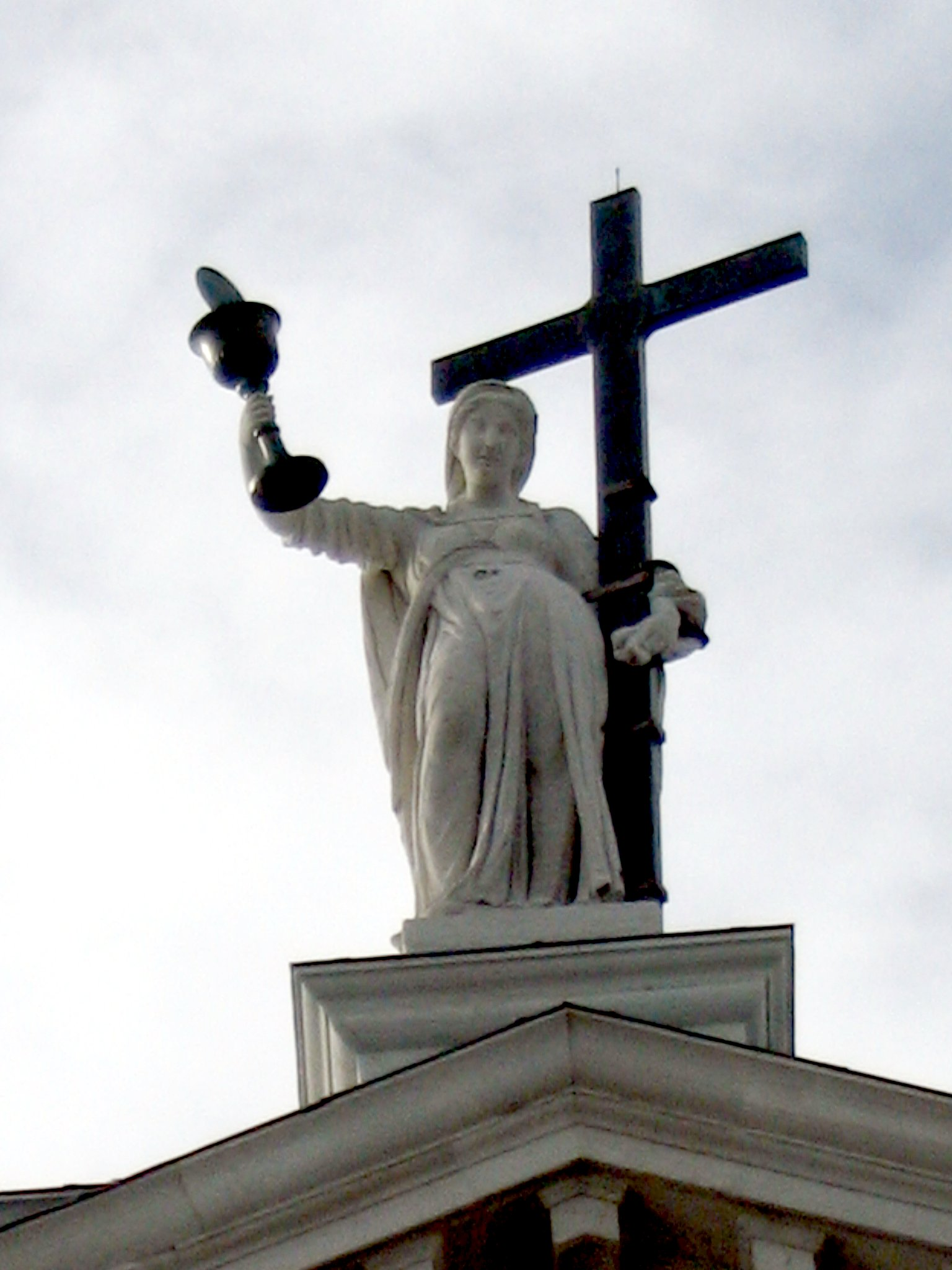
Statue allégorique de la Foi à Venise.

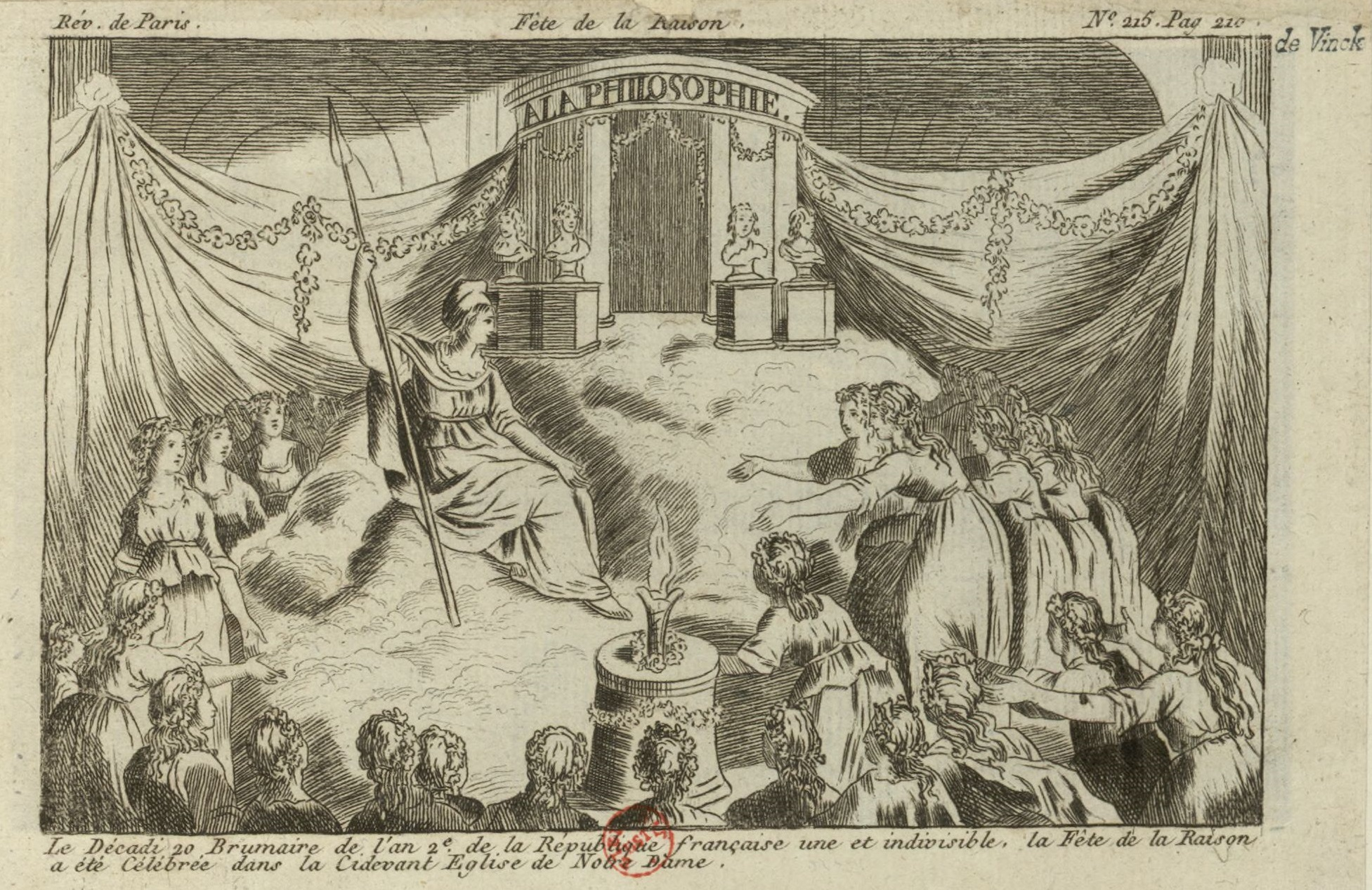
Fête de la raison, dessin de 1793.

La nature de la foi et de la raison et le conflit éventuel entre les deux sont des sujets de réflexion sur la religion et même en dehors du champ dit « religieux ». Les premiers textes cherchant à les concilier ou à en expliquer l'opposition datent de la pensée médiévale latine des XIIe et XIIIe siècles. Les développements ultérieurs peuvent être trouvés, par exemple, dans l'affaire Galilée, ou chez Luther, Descartes, Spinoza et Kant.
Sur un plan épistémologique contemporain, pour un auteur comme Jacques Derrida, dans Foi et savoir ou Jacques Bouveresse, dans Peut-on ne pas croire ? il est question de déterminer si l'on peut se dispenser de croire pour savoir, s'il est légitime de croire au savoir, ou encore s'il est légitime de croire ce que l'on affirme par ailleurs ne pas pouvoir savoir.

## La foi
La foi, écrit le Vocabulaire technique et critique de la philosophie d'André Lalande est un acte de la volonté par lequel on adopte comme vraie une vision du monde « qui n'est ni rationnellement démontrable ni évidente ». Mais le même dictionnaire ajoute une note du philosophe Maurice Blondel où celui-ci plaide pour son caractère raisonnable. Le terme peut recouvrir d'autres significations que la foi religieuse (avoir foi en quelqu'un, en l'avenir, au monde comme le dit Maurice Merleau-Ponty.
La foi n’est pas une conviction rationnelle, elle est une conviction intime. La foi religieuse est, dans les mots de Pascal « un pari » sur Dieu. Pari par lequel l’homme aurait tout « à gagner », la vie éternelle, le paradis, et bien peu à perdre : sa misérable existence. Le pari implique cependant qu’il est toujours possible de perdre dans la mesure où l’objet de la foi n’est pas perceptible, en tous cas pas accessible à la raison.
Le temps de la foi sans la raison était fondé sur la conviction que « La raison était alors impuissante à penser le mystère de Dieu ». Le mystique tentera de se rapprocher de ce mystère par des voies qui ne sont pas celles de la raison.

## Foi et raison

### Dans la philosophie médiévale
Le problème de la foi et de la raison (c'est-à-dire de la nature de leur relation : sont-elles compatibles ou incompatibles ? Doivent-elles nécessairement agir de concert ? Laquelle doit commander à l'autre ?) est le principal cercle herméneutique de la philosophie du bas Moyen Âge. Alors que les siècles ayant précédé la scolastique ont été surtout le siège d'un important mysticisme d'influence néoplatonicienne qui se passait de la raison (inspiré notamment de Boèce et de Denys l'Aréopagite), la redécouverte d'Aristote dans le cadre des traductions latines du XIIe siècle, la rencontre de deux traditions monastiques émergentes (celle des Franciscains passionnés et celle des Dominicains intellectuels, ces deux ordres, l'un mendiant et l'autre enseignant, se mêlant du monde urbain naissant dans le contexte de la Renaissance du XIIe siècle, alors que les ordres monastiques plus anciens comme les Bénédictins se coupaient volontairement de la société) et enfin la fondation des premières universités renouvela profondément la pensée de cette époque en posant la « lumière naturelle de la raison » (par opposition à celle surnaturelle de la foi) comme à la fois un moyen potentiel d'atteindre Dieu sans la Révélation et un grand danger capable de plonger l'âme dans des errances sans fin. C'est ainsi que foi et raison furent les principaux enjeux des débats de la scolastique, qui culminèrent avec l'opposition de saint Bonaventure de Bagnoregio (un franciscain, poussant la raison humaine à l'humilité) et de saint Thomas d'Aquin (un dominicain, proclamant la philosophie servante de la théologie et lui donnant ainsi une place élevée).
Ce n'est qu'au XIVe siècle en Italie, avec l'apparition de penseurs laïcs (c'est-à-dire ne faisant pas partie du Clergé ; au Moyen Âge, « clerc » était synonyme d'intellectuel, car les laïcs n'étaient pas éduqués et ne maîtrisaient ni le latin ni les auteurs anciens) qualifiés plus tard d'humanistes, comme Dante et Pétrarque, suivis au XVe siècle par Marsile Ficin et Pic de la Mirandole que naîtra la philosophie moderne.

### Chez Kant
Kant semble illustrer le conflit dans la Critique de la raison pure quand il écrit : « J’ai donc dû supprimer le savoir pour lui substituer la croyance ». Plusieurs traductions ont été proposées : a) « J’ai donc dû supprimer le savoir pour lui substituer la croyance » traduit par Barni. b) « Je dus donc abolir le savoir afin d’obtenir une place pour la croyance » traduit par Tremesaygues et Pacaud. c) « Il me fallait donc mettre de côté le savoir afin d’obtenir de la place pour la croyance » traduit par Renaut. Jean-Louis Schlegel traduit par « J’ai voulu assurer le savoir pour sauver la foi ». Un autre traducteur propose : « Dans ces conditions, j’ai donc dû invalider le savoir, pour faire une place à la croyance ». Il s'agit de Ole Hansen-Løve qui précise que dans le contexte (Kant vient de parler des « choses en soi » comme Dieu, la liberté et l'immortalité. Et il précise en note (note 47), que le savoir ainsi mis en cause ou invalidé est celui qui « prétendait accéder à la connaissance des choses en soi ». Kant écrit d'ailleurs après cette remarque sur le savoir qu'il s'agit de la prétention de certaine philosophie à connaître ce qu'elle ne peut pas connaître : « Dans ces conditions, j’ai donc dû invalider le savoir, pour faire une place à la croyance, et le dogmatisme de la métaphysique, c’est-à-dire le préjugé selon lequel on prétend progresser dans celle-ci sans Critique de la raison pure, est la véritable source de toute l’incroyance qui s’en prend à la moralité, et qui ne manque jamais d’être très dogmatique ». Ole Hansen-Løve précis que par croyance il entend « la croyance rationnelle associé à la rationalité ».
Georges Pascal, qui reprend la traduction a), la commente comme suit : « Les problèmes de l'âme, de la liberté et de Dieu relèvent de la morale, c'est-à-dire de la raison pratique. Et c'est en ce sens qu'il faut comprendre le mot célèbre de la préface de la deuxième édition : « J'ai donc dû supprimer le savoir pour lui substituer la croyance. » En effet, la foi morale n'est possible que parce que la raison spéculative est impuissante.
Éric Weil précise quel sens Kant donne ici au mot foi, car la question se pose de concevoir comment il serait possible de « détruire le savoir dans l'intérêt d'une foi ». Ce malentendu est inévitable, poursuit-il, car nous ne concevons plus de foi qui ne soit déterminée par un credo. Or, « Pour Kant, en revanche, tout credo historique est inadmissible (quoiqu'il puisse être interprété comme philosophiquement sensé, à condition qu'on le dépouille de ce qu'il contient de purement historique et, partant, de non-philosophique) : la philosophie ne connaît pas de dogmes ni d'autorité spirituelle ». Il développe ce point en constatant que chez Kant la raison théorique est « absolument incapable de formuler un jugement sur Dieu, l'âme, la liberté », que ce jugement soit positif ou négatif. « Cependant », poursuit Weil, « raison pratique, raison de l'homme agissant, de l'être qui agit parce qu'il est fini et ainsi dans le besoin et dépendant, mais qui est aussi raisonnable, c'est-à-dire toujours orienté par, et vers, l'universel, et qui par là est être moral, - en tant que pratique donc, la raison a le besoin et le droit de donner son adhésion à des pensées que, en tant que spéculative, elle est incapable de saisir autrement qu'au titre de pure possibilité logique, comme « problématiques » comme simple non-contradiction entre les prédicats du concept sous considération. À ce qu'elle a conçu, raison théorique, comme simple concept pensable, en tant que pratique, elle donne son adhésion dans la foi ».

### Chez Kierkegaard
Pour Kierkegaard, la Foi est « saut dans l’irrationnel ». Climacus (pseudonyme de Kierkegaard) le dit à propos d'un opuscule de Lessing, Sur la preuve de l'esprit et de la puissance (1777) et résume ainsi l'argumentation du théologien allemand « Lessing a dit […] que des vérités historiques contingentes ne peuvent jamais devenir preuve pour des vérités de raison éternelle ; et aussi […] que le passage par lequel on veut construire une vérité éternelle sur une information historique est un saut ».

#### Le paradoxe de la foi
Jürgen Habermas écrit que la pensée de Kierkegaard, « renforce l'établissement d'une frontière entre la raison et la religion, mais cette fois du côté de la foi en la révélation » et que le saut proposé par Kierkegaard indique que « c'est l'expérience religieuse qui renvoie la raison à ses propres limites ». Mais, poursuit Habermas, « Kierkegaard n'ignore pas qu'on ne peut battre la raison, qu'avec ses propres armes. Il lui faut donc convaincre « Socrate », ainsi qu'il désigne la figure de son adversaire kantien, qu'une morale post-conventionnelle de la conscience (morale) ne peut devenir ce autour de quoi se cristallise une vie conduite en conscience que si elle s'inscrit dans une compréhension religieuse de soi ». C'est le désespoir devant l'impossibilité d'être soi qui révèle l'impuissance de la raison.
Louis Dupré évoque cette impuissance en ces termes, qui repose sur l'expérience chrétienne : « Paradoxalement, l'homme choisit pour le bien moral, y tend avec loyauté, mais dans la pratique il va à un échec inévitable. Il se sent affreusement séparé de son idéal éthique, irrémédiablement distant de sa propre fin. Du coup, dans cette contradiction existentielle, toute la vie éthique se trouve suspendue. Par le péché originel - son péché autant que celui d'Adam - l'homme s'est engagé dans une situation désespérée, dont il ne peut se libérer par ses propres forces ». L'angoisse est comme une « grâce prévenante » : « Dans l'angoisse en effet la réalité finie m'échappe dans sa totalité, et je suis soudain affronté à l'infini, éprouvé comme vide et comme abîme (…) À ce moment il s'agit de risquer le saut et de surmonter l'angoisse dans la foi ». Ce saut est celui d'Abraham qui confiant en un Dieu de vie malgré l'ordre de mort qu'Il lui donne apparemment (sacrifier Isaac (Ismaël selon le Coran) le fils que Dieu lui-même lui avait promis comme descendance), laisse tomber la morale rationnelle « dans la perspective d'un abandon total à Dieu » (L. Dupré, art.cit., p. 422). C'est ce qui conduit l'homme « au sommet de la vie humaine authentique (…) [à] la véritable nature de l'homme ». C'est alors que l'homme se sent pardonné et est lui-même authentiquement. Mais la conscience du pardon ne découle pas de celle du péché. La vérité objective n'atteint pas le fond de nous-mêmes, la « véritable nature de l'homme ». Il faut mettre en cause les « vains efforts d'une certaine apologétique » car « Toutes les « preuves » prétendument scientifiques de la foi ne reposeront jamais que sur un malentendu de principe : la foi ne peut se prouver. Elle est libre décision de ma subjectivité. En tant que telle, elle n'a que faire d'une objectivité qui tenterait toujours de l'arracher à la douleur de l'engagement ». Kierkegaard envisage aussi l'étude exégétique qu'il considère (pour reprendre le commentaire de L. Dupré) comme un « Travail très utile mais qui n'a rien à voir avec la foi (…) Si ma foi se fondait sur la précision objective du texte (…) Je ne pourrais avoir de cesse que je n'aie assimilé en un minimum de temps la dernière étude biblique parue. Et finalement je descendrai sans doute dans la tombe le désespoir au cœur, parce que la parution de l'étude définitive, assurée de la collaboration des plus grands savants, serait annoncée pour quelques semaines plus tard ».
Dans la foi comme dans l'amour le doute n'est pas permis et on ne peut pas répondre à certaines questions qui peuvent se poser. Louis Dupré cite ici Kierkegaard : « Qu'importent toutes les objections contre le christianisme à quelqu'un qui, avec une vraie conscience d'être un pécheur, ferait vraiment l'expérience de croire en la rémission des péchés et d'être au nom de cette foi sauvé de sa faute antérieure. La seule objection concevable ici sera de lui dire : mais ne pourrais-tu pas être sauvé d'une autre manière ? À quoi il ne peut pas répondre. C'est comme si à quelqu'un d'amoureux (…) on venait dire : mais ne pourrais-tu pas (…) aussi bien aimer une autre jeune fille! On s'entendra répondre : je n'ai pas de réponse à vous faire là-dessus, car je ne sais qu'une chose, c'est que c'est celle-ci que j'aime. Dès qu'un amoureux accepte de répondre à l'objection, c'est eo ipso [par cela même] qu'il n'aime pas. Et dès qu'un croyant cherche à répondre à cette objection, c'est eo ipso qu'il ne croit pas ». La foi réalise la subjectivité profonde de l'être humain : « En tant qu'acte de volonté, la foi s'oppose au doute, qui lui aussi relève de cette faculté. En effet, tout comme le sceptique maintient son esprit en suspens parce qu'il le veut, ainsi dans la foi exclut-on le doute par une libre décision. D'un autre point de vue, le doute précède l'acte de foi comme sa condition nécessaire : pour que l'homme puisse vraiment choisir, il doit être délivré antérieurement de toute nécessité objective. Sinon son assentiment est déterminé par l'objectivité et ne peut plus être appelé un acte de la volonté ». Comment se fait-il que l'homme pourrait croire au paradoxe sinon à l'absurde ? « La réponse est simple pour Kierkegaard : Comment pourrait-il croire, sinon au paradoxe ? Si l'objet n'est pas paradoxal, nous avons quitté la sphère de la foi pour celle de la science ».

#### Le rôle de la raison dans la foi chez Kierkegaard
Pourtant, aux yeux de Kierkegaard, le rôle de la raison à l'intérieur de la foi demeure important. « On ne peut parler d'irrationalisme kierkegaardien », pense L.Dupré, « fût-ce pour la simple raison que l'intelligence est continuellement nécessaire pour découvrir le paradoxe et se rendre compte qu'elle doit renoncer à elle-même ». « Pour Kierkegaard, la foi est paradoxale, c'est-à-dire incompréhensible à la raison. La raison se voit par là attribuer un rôle, limité certes, mais très important : montrer l'incompréhensibilité de la foi. Ceci suppose en effet que la raison sache justement ce qui est ou non en dehors de ses prises, et que cette connaissance soit nécessaire pour délimiter avec précision le domaine de la foi. Ainsi la raison ne supprimera-t-elle pas le mystère de la foi, elle s'attachera au contraire à en faire ressortir davantage le mystère ». Habermas formule la chose autrement : « La raison, réfléchissant à ce qui la fonde au plus profond, découvre son origine dans un autre qu'elle-même, dont elle doit reconnaître la puissance qu'il exerce sur son destin, faute de quoi elle entre dans l'impasse d'une maîtrise de soi hybride, qui ne peut que lui faire perdre son caractère de raison ». Françoise Sur insiste pareillement sur l'idée que la foi de Kierkegaard n'est pas la foi du charbonnier, « Cette confusion », dit-elle, « constituerait même probablement le pire contresens ». Et elle cite Kierkegaard : « Le chrétien croyant a donc son intelligence et en fait usage (…), c'est pourquoi il ne peut croire aucune absurdité contre l'intelligence, comme on pourrait peut-être le craindre, car l'intelligence, justement, percera à jour qu'il s'agit d'une absurdité et l'empêchera d'y croire; mais il fait usage de l'intelligence là où, par elle, son attention est attirée sur l'incompréhensible, et alors il se comporte envers celui-ci de cette manière qu'il croit contre l'intelligence ».

### Chez Francis Jeanson: la foi d'un incroyant
Francis Jeanson, dans le deuxième chapitre de la deuxième partie de son livre La Foi d'un incroyant, intitulé Vérité de la foi ou foi dans la Vérité s'interroge comme suit : « Qui suis-je, si je ne tente pas de donner sens à ma vie ? Et d'où tirerais-je la moindre assurance quant à la possibilité pour mes semblables et pour moi de donner sens à leur vie ? Peut-être est-il après tout parfaitement vain d'essayer de répondre (…) Je crois qu'il est possible de comprendre ses semblables et de les combattre à l'occasion, de travailler pour un monde plus humain et de vivre ici même un certain bonheur : je le crois mais rien ne le prouve. Et si je me contente de le croire, ce ne sera qu'une opinion, une conscience vaine, un fantôme de sens (…) Mais si j'entreprends de le vivre, ce sera un pari, sur lequel je jouerai le sens de ma vie. Encore me faudra-t-il parier, pour commencer, que ce pari même a un sens, et n'en démordre point jusqu'à la fin du temps… ». Pour lui cette question est le lieu même où la foi prend consistance « sous sa forme la plus nue ». Car, pense-t-il, il n'y a pas de réponse, mais en un sens il a déjà répondu à cette question, elle ne le lâchera plus et ne lui laissera plus « le choix qu'entre la résignation à l'absurde et la décision d'agir en tant que pouvoir signifiant. Cette décision d'agir, c'est un acte ; et cet acte m'engage à me fier à moi-même comme à autrui. Mais non point du tout à la façon dont on fait passivement confiance à quelqu'un. « Je me fie à nous », cela veut dire : « j'exige que tu puisses te fier à moi », et finalement : « je te demande d'exiger avec moi que nous vivions et fassions vivre cette foi sans laquelle nous ne nous serions pas reconnus ». Confrontée à des situations toujours nouvelles et qu'il lui faut chaque fois dépasser, une telle foi ne peut tirer que d'elle même sa puissance effective. D'elle-même : de cette fidélité à soi d'une conscience, et du pari qu'elle engage ainsi sur sa propre vocation, sur sa propre ressourcer ».
Examinant alors la façon dont certains philosophes et théologies chrétiens envisagent la foi comme Michel Henry, il constate qu'ils fondent leur foi sur Dieu, « Sens de tout sens. Source de toute ressource». Il en conclut que cette foi n'est plus une foi : « Désormais, la foi n'est plus la foi, puisqu'elle cesse d'avoir à se fonder sur elle-même et sur ses actes, puisque son seul acte, indéfiniment renouvelé, est de se vouloir fondée en l'Être qui fait foi. Résumons : la foi dont nous parlions s'est changée en une CROYANCE ».

## La Raison
À l'origine, la raison a d'abord le sens de « mesure », de « comparaison ». La Critique de la raison pratique définit la raison comme une connaissance a priori dont l'existence est certaine, car si l'on voulait le mettre en doute, « Ce serait tout à fait comme si quelqu'un voulait prouver par la raison qu'il n'y a pas de raison ».

## Raison et foi

### La raison distincte de la foi
L'homme doté de raison, de rationalité, à l'époque classique est celui qui possède l'art de la mesure ou plus encore de l'art de faire une comparaison mesurée avec précision. Cette comparaison s'opère au moyen de l'intellect. Pour un rationaliste, la raison est la seule source possible de connaissance réelle. Dans la comparaison avec la foi, il est dit que l'évidence mathématique (2+2=4), par exemple, ne demande rien d’autre qu’un esprit clair. Elle n’implique pas de croyance. La virginité de Marie, les miracles, sont considérés comme des défis pour la raison, voire des aberrations. La raison est fondée sur le perceptible, elle exclut généralement la religion, comme Kant l’exprime clairement à certains égards, en matière de morale : « La morale, qui est fondée sur le concept de l’homme, en tant qu’être libre s’obligeant pour cela même, par sa raison à des lois inconditionnées, n’a besoin ni de l’Idée d’un Être différent, supérieur à lui pour qu’il connaisse son devoir, ni d’un autre mobile que la loi… elle n’a aucunement besoin de la religion ».

### L'Autre de la raison
Toutefois une note de la première Remarque Générale de La religion dans les limites de la simple raison intitulée Du rétablissement en sa force de a disposition primitive au bien, Kant écrit « Cette Remarque générale est la première des quatre qui ont été ajoutées à chacune des parties de cet ouvrage et qui pourraient avoir pour titre : « 1. Des effets de la grâce ; 2. des miracles ; 3. des mystères ; 4. des moyens de grâce ». Ce sont en quelque sorte des Parerga de la religion dans les limites de la raison pure ; car elles ne sont pas des parties intégrantes mais y confinent ». Le mot Parerga (qui est un mot grec), est traduit par hors-d'œuvre dans la traduction du même ouvrage par André Tremesaygues reproduite dans Wikisource. Or, Paul Ricœur, préfaçant l'ouvrage d'Olivier Reboul (philosophe) Kant et le problème du mal, écrit que l'auteur du livre interprète la fameuse phrase sur les Parerga en estimant que : « la religion dont parle avec compétence le philosophe en tant que philosophe critique n'est pas seulement religion dans les limites de la simple raison mais pour une part déjà hors des limites de la simple raison ; la philosophie devient ainsi une sorte de vue-frontière portée sur les confins immédiats de ses propres limites ». Ricœur poursuit en soulignant que c'est à propos du Mal radical précisément, méditation philosophique sur le Péché originel que le discours philosophique de Kant sur la religion « prend son tournant décisif aux points frontières de la limite lorsque le philosophe ne s'interroge plus seulement sur la définition du mal et son « lieu » ou son « site » dans l'homme mais se pose la question de l'origine du mal. Alors, le mal qui était encore une sorte d'intelligible et même d'a priori par rapport à toutes nos maximes mauvaises, devient l'incompréhensible, l'insondable, le sans fond et sans fondement. C'est en ce point précis que la philosophie commence de se tenir sur cette frontière indécise où elle se considère non seulement ce qui demeure contenu dans les limites de la simple raison mais aussi ce qui ne cesse de transgresser la limite ». C'est en effet du péché originel que parle (entre autres choses, La religion dans les limites de la simple raison comme l'a montré Pierre Watté dans Structures philosophiques du péché originel où il compare Kant à Thomas d'Aquin et saint Augustin (le sous-titre de l'ouvrage est libellé comme suit S.Augustin. S.Thomas.Kant) : soulignant que la Première partie de La religion dans les limites de la simple raison porte en sous-titre Du mal radical dans la nature humaine, P. Watté estime que cet ouvrage est à comparer aux deux ouvrages de saint Augustin et de Thomas d'Aquin sur le même sujet car il s'aligne « sur ceux du De malo et du De Civitate Dei reproduisant leurs structures essentielles ». En cette tradition chrétienne, l'Autre de la raison demeure somme toute le péché comme chez Kierkegaard.

### Le rationnel et le raisonnable
Dans la ligne de la tradition kantienne notamment, plusieurs philosophes comme Habermas opposent raison pratique et raison théorique (pouvant être via la raison scientifique, la raison qu'il appelle instrumentale ou la technique).

#### Habermas et la raison pratique de Kant
Comme le note Anne-Fortin Melkevik : « L’éthique de la discussion réhabilite (…) la notion de raison pratique tout en revalorisant les prétentions universalistes et cognitives de la théorie morale à l’intérieur de la théorie communicationnelle (…) Pour Habermas, comme pour Kant le but de la théorie morale est d’établir un principe de base pour la délibération morale et pour le jugement afin d’établir la validité des normes. Cependant, l’orientation dialogique de l’éthique de la discussion permet, d’une part, que la détermination de l’impératif catégorique soit validée dans une discussion argumentative et empêche, d’autre part, que l’examen de la maxime se fasse sur une base dé délibération privée. La formulation de l’impératif catégorique par Habermas s’appuie sur la perspective critique de Thomas McCarthy, qui est le traducteur principal des œuvres de Habermas en anglais : « Au lieu d’imposer à tous les autres une maxime dont je veux qu’elle soit une loi universelle, je dois soumettre ma maxime à tous les autres afin d’examiner par la discussion sa prétention à l’universalité. Ainsi s’opère un glissement : le centre de gravité ne réside plus dans ce que chacun souhaite faire valoir, sans être contredit, comme étant une loi universelle, mais dans ce que tous peuvent unanimement reconnaître comme une norme universelle »,.

#### Deux types d'agir rationnel et d'usages de la raison chez Habermas
Habermas, poursuit Anne-Fortin Melkevik, établit à partir de là le principe U, « le principe d’universalisation, qui, en tant que principe-passerelle, permet d’accéder à l’entente mutuelle dans les argumentations morales, et ce, dans une acception qui exclut l’usage monologique des règles argumentatives ». À cet agir « en vue de l'entente », ou « en vue de l'intercompréhension » selon diverses expressions d'Habermas, s'oppose l'« agir rationnel en vue d'une fin » ou encore l'« agir rationnel en vue du succès ». Jean-Marc Ferry écrit encore« Habermas distingue fondamentalement deux sortes d'agir. L'agir orienté vers le succès (…) et l'agir orienté vers l'entente. L'agir orienté vers le succès recouvre lui-même deux types de relations distinctes : la relation instrumentale et la relation stratégique. La relation instrumentale situe un mode d'action unilatérale, linéaire, qui déploie une rationalité technique, c'est-à-dire une rationalité qui consiste dans l'agencement des moyens requis pour la réalisation d'un but. Cela équivaut par exemple en sociologie au modèle wébérien de l'activité rationnelle par rapport à une fin ou rationalité téléologique ». En raison notamment de l'interaction entre science et technique depuis la fin du XIXe siècle, Habermas met en cause le positivisme lié à l'expansion concomitante de la science et de la technique : « À la base de son programme épistémologique, on retrouve d'abord la fameuse dichotomie néo-kantienne opposant l'explication causaliste à l'œuvre dans les sciences de la nature et le « comprendre » (Verstehen) herméneutique qui fait la spécificité des Geistenwisschaften ou « sciences morales » (Dilthey), voire « sciences de la culture ». Pour J. Habermas, il s'agit essentiellement de combattre le positivisme scientiste, qui prétend réduire toute connaissance aux seules « sciences », entendues au sens restreint que prend le mot en français ou en anglais, c'est-à-dire aux sciences de la nature ou sciences exactes ». Plus récemment, toute la discussion du chapitre I du livre d'Habermas Entre naturalisme et religion (Gallimard, Paris, 2008), Liberté et déterminisme (p. 63-101), reprend cette opposition au positivisme en vue de maintenir l'idée que tout être humain, en dépit des conditionnements qu'il subit (des « causes extérieures » à son vouloir qui peuvent expliquer son agir), est aussi, par les raisons dont il délibère avec lui-même et avec les autres, dans l'« agir rationnel en vue de l'entente » le commencement autonome de ce qu'il veut : « le rôle des raisons consistant à motiver une action ne peut pas se concevoir sur le modèle de la cause d'un événement pris dans un enchaînement. Le processus qui fait qu'un agent juge avant de décider lui confère le statut d'auteur de sa décision. Si l'on devait expliquer son action comme un processus naturel causal, l'agent serait au contraire privé de toute capacité et se sentirait spolié de son initiative. C'est pourquoi dire d'un acteur que s'il avait jugé autrement, il lui aurait « fallu » vouloir agir autrement n'est pas seulement incongru grammaticalement. On doit distinguer la contrainte non contraignante du meilleur argument qui justifie que nous prenons position par « oui » ou par « non » et la contrainte causale qui nous contraint à agir autrement que nous ne le voulons ».

#### La distinction rationnel/raisonnable chez Ladrière, Perelman, Russell
Frédéric Morren, rappelant la distinction entre raison pure et raison pratique, estime que celle-ci permet de faire la distinction entre le rationnel et le raisonnable, cite Jean Ladrière, pour qui «le rationnel, c'est ce qui est pensable selon les catégories de la pensée scientifique. Le raisonnable, c'est ce qui est assignable comme finalité conformément aux impératifs de la raison pratique, c'est-à-dire de l'ordre moral (en tant qu'il constitue la finalité de la volonté libre) » et pour qui « Il est essentiel de rappeler cette distinction entre le rationnel et le raisonnable car la culture moderne est marquée par la tentation permanente de rabattre le raisonnable sur le rationnel ». Chaïm Perelman écrit dans le même sens : « La conception du rationnel, qui l'associe aux vérités évidentes et aux raisonnements contraignants ne vaut que dans le domaine théorique. Quand il s'agit de conduite, on qualifiera de rationnelle une conduite (…) qui (…) conforme son action au résultat de ses réflexions et calculs, sans se laisser arrêter ou dévier par l'émotion ou les passions (…) « L'homme rationnel » ne serait d'après Bertrand Russell « qu'un monstre inhumain ». L'homme raisonnable (…) considérera comme déraisonnable une règle d'action qui ne peut pas être universalisée. En partant d'une conception communautaire de la raison, nous aboutirons à l'impératif catégorique de Kant qui fait de ce qui est universalisable le critère de la moralité ».

## L’argument du conflit
Les promoteurs de la foi, comme les promoteurs de la raison se renvoient la même critique centrale. Pour saint Thomas d'Aquin, la philosophie devrait être la « servante » de la théologie parce qu’elle est limitée à son champ d’investigation : les perceptions rationnelles terrestres. Pour le rationaliste, la religion est au mieux un objet d’étude des comportements et égarements humains, produits par la peur et la fuite du réel. L’une et l’autre se reprochent ainsi ce qu’elles perçoivent comme leurs propres limitations.
Pour Olivier Boulnois, ce qui se joue à partir des XIIe et XIIIe siècles est directement lié à ce qui est connu comme « limitation kantienne de la raison ». Un anonyme du XIIIe siècle a ainsi écrit « Le philosophe naturel doit limiter l'intellect pour faire une place à la foi catholique », formule que l'on trouve presque à l'identique sous la plume de Kant. Ce dernier déclare à la fin du XVIIIe siècle : « Je dus donc abolir le savoir pour faire une place à la croyance ».

## Tentatives de réconciliation
Selon Aurobindo, philosophe indien, il y a d’un côté le déni matérialiste qui rejette la dimension spirituelle de l’existence, de l’autre le déni de l’ascète qui rejette la dimension matérielle de l’existence.
Même si le conflit reste ouvert, certains parlent cependant aujourd’hui de spiritualité sans religion, un peu à l’image de Spinoza qui quitte la synagogue tout en demeurant un esprit religieux.
Benoît XVI dans son discours de Ratisbonne, affirmait lui, le 12 septembre 2006, que le christianisme était la seule religion qui était parvenue à intégrer les catégories de la raison.
Selon Serge Carfantan : « La seule position que la raison puisse tenir pour rendre justice à l’esprit religieux, c’est de reconnaître qu’il y a au-dessus d’elle un supra-rationnel que le mental discursif ne parvient qu’avec difficulté à saisir, comme il y a en dessous d’elle un infra-rationnel qu’elle se doit aussi de reconnaître ».